# Oi (interjeição)
"Oi!", "olá!" e "alô!" são interjeições que expressam um cumprimento positivo de boas-vindas. São utilizadas como saudação entre duas pessoas, ou entre um indivíduo e várias pessoas.
Em situações onde uma pessoa cumprimenta várias, usa-se apenas o "Olá!", embora sejam preferidos outros cumprimentos, como "Bom dia!/Boa tarde!/Boa noite!".

## No Brasil
No Brasil, olá! é usado basicamente em contextos formais ou semiformais. No dia a dia o oi! é largamente usado tanto por jovens como adultos, apesar de vir sendo substituído, entre os mais jovens, pelo bastante informal e aí? (forma reduzida da expressão e aí, tudo bem?).
A palavra oi também é comumente empregada na forma interrogativa como expressão de dúvida, sendo utilizada quando não se entende o que foi dito por outra pessoa. Este uso é considerado deselegante, preferindo-se o uso de como? ou perdão?.

## Em Portugal
Em Portugal, a formalidade do cumprimento dita o uso entre o "Olá!" e o "Oi!". O primeiro é o mais amplamente utilizado. "Olá!" é utilizado preferencialmente em contextos formais ou entre pessoas que não se conhecem ou que se conhecem pouco. No entanto, o simples "Olá" tende a ser preferido por outras expressões mais completas como "tudo bem?" Já o "Oi!" é utilizado em contextos informais, entre amigos e familiares. É mais utilizado pelos jovens apesar de ainda ser facilmente reconhecido como expressão tipicamente brasileira.